# 克羅地亞奧林匹克委員會
克羅地亞奧林匹克委員會（Croatian Olympic Committee）是克羅地亞的國家奧林匹克委員會。該組織成立於1991年，是國際奧林匹克委員會和歐洲奧林匹克委員會的成員。1992年，他們參與在西班牙巴塞隆拿舉行的夏季奧運會。
現時，克羅地亞奧林匹克委員會的總部設在首都薩格勒布，主席是前總理茲拉特科·馬泰沙，他於2002年起出任此職。

## 資料來源
1. ↑  .   [2014-05-23]. （原始内容存档于2008-12-26）.